# Hembach (Rednitz)
Der Hembach ist ein ganzjähriges Fließgewässer 2. und 3. Ordnung in den bayerischen Landkreisen Neumarkt und Roth, der nach über 21 km langem Lauf überwiegend nach Westen in Rednitzhembach von rechts in die Rednitz mündet.

## Name
Die Orte Rednitz- und Oberhembach wurden im Mittelalter als -hennbach bezeichnet. Der Bachname leitet sich daher wohl vom  althochdeutschen Personennamen Hano (Genitiv Henin-) ab.

## Geographie

### Verlauf
Der Hembach entsteht ca. 1300 m nördlich von Pyrbaum aus dem Zusammenfluss von fünf Quellen aus den Waldgebieten Stümpfling, Laubenheid und Dachsbau auf einer Höhe von etwa 409 m ü. NHN.

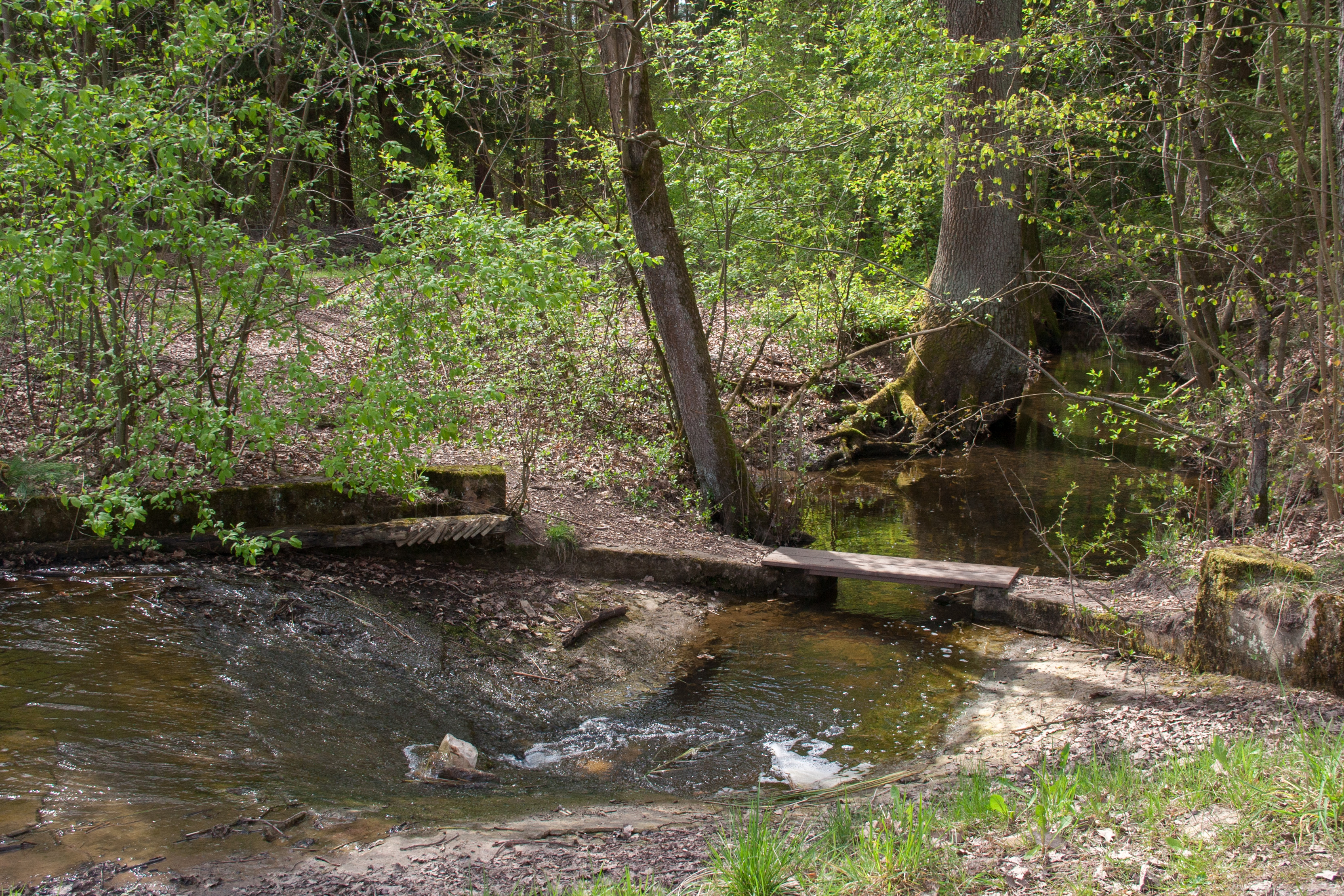
Der Abfluss des Stockweihers

In der Geländesenke Brachergraben fließt er westwärts, unterquert die Kreisstraße NM 17, nimmt den Mühlbachgraben auf und speist gleich darauf den über 2 Hektar großen Stockweiher, dem auch von Süden her der Moosgraben zufließt. Den Stockweiher verlässt der Bach in Richtung Nordwesten und läuft dabei zunächst parallel zur Kreisstraße NM 17 und durch Oberhembach. Er nimmt am Ortsausgang die gereinigten Abwässer der dortigen Kläranlage auf und fließt durch die zur Fischzucht genutzten Neumühlweiher und Neuweiher weiter nach Dürrenhembach. Kurz vor diesem Ort mündet von Osten her der Dürrenbach, und nach weiteren zwei Kilometern durch den Dürrenhembacher Wald unterquert der Hembach dann die BAB 9. Dort etwa erreicht der Hembach seinen nördlichsten Punkt und wechselt nun seine Laufrichtung auf Südwesten, durchfließt gleich Sperberslohe und nimmt wiederum am Ortsausgang die gereinigten Abwässer der örtlichen Kläranlage auf. Die nächsten drei Kilometer zieht der Bach durch die sehr dichten Tannenbestände der Forstgebiete Kessel im Norden und Hebenbach im Süden, wo als linker Zufluss der sehr klare Höllenbach hinzukommt, bevor er den am rechten Ufer liegenden historischen Köhlereiort Furth erreicht.
Im Gewässerkataster wird der Bach nunmehr als Fließgewässer 2. Ordnung klassifiziert. Sein Charakter ändert sich von Furth ab allmählich vom Wald- zum Wiesenbach. Aus dem Forst Lach kommt nun von links der Lachgraben hinzu und es wäre nun allmählich treffender, den Hembach als Flüsschen zu bezeichnen. Es folgen, nach weiteren fischwirtschaftlich genutzten Weihern, aufgelassenen Sandgruben und der Zumündung mehrerer namenloser Wiesenbäche zunächst das Schwander Industriegebiet und dann der Ort Schwand, den er teilweise verdolt durchfließt. Ab dem Ortsausgang von Schwand ändert der Hembach wiederum seine Richtung und fließt jetzt nordwestlich, diesmal parallel zur Kreisstraße RH 1. Er beginnt dort weiträumiger zu mäandern und erreicht Mittelhembach. An diesem Ort fließt er im Süden vorbei und in ein neuzeitliches Einlaufbauwerk mit Treibgutrechen ein, sodann unterquert er in einem stattlichen, 120 Meter langen und 9 Meter tiefen Düker den Main-Donau-Kanal. Nach dem Passieren der Einöden Hagershof und Holzgut, des Weilers Ober- und der Einöde Unterfichtenmühle wird er noch von der hier autobahnähnlich ausgebauten Bundesstraße 2 überquert, bevor er nach weiteren 500 Metern in Rednitzhembach und gegenüber von Plöckendorf im Bereich einer Flussteilung auf einer Höhe von 315 m ü. NHN von rechts in die Rednitz mündet.

### Zuflüsse und Seen
Liste der Zuflüsse und Seen vom Ursprung zur Mündung.
- Mühlbachgraben, von links und Südosten auf etwa 393 m ü. NHN kurz vor dem Stockweiher
- Durchfließt auf etwa 392 m ü. NHN den Stockweiher vor Pyrbaum-Oberhembach
- Moosgraben, von links und Süden im Stockweiher
- Passiert auf etwa 377 m ü. NHN den Neumühlweiher bei Pyrbaum-Neumühle
- Passiert auf etwa 373–371 m ü. NHN die Neuweiher bei Wendelstein-Dürrenhembach
- Dürrenbach, von rechts und Osten auf etwa 372 m ü. NHN zwischen den beiden Seen
- Höllenbach, von links und Osten auf etwa 349 m ü. NHN vor Schwanstetten-Furth
- Lachgraben, von links auf etwa 345 m ü. NHN zwischen Furth und Schwanstetten-Schwand bei Nürnberg
- Mühlbach, rechter Teilungslauf im Ortsbereich von Schwand
- Unterquert den Main-Donau-Kanal auf etwa 331 m ü. NHN bei Schwanstetten-Mittelhembach

### Ortschaften
Ortschaften am Lauf mit ihren Zugehörigkeiten. Nur die Namen tiefster Schachtelungsstufe bezeichnen Siedlungsanrainer.
Landkreis Neumarkt in der Oberpfalz
- Markt Pyrbaum
  - Oberhembach (Dorf)
  - Neumühle (Einöde, links)

Landkreis Roth
- Markt Wendelstein
  - Dürrenhembach (Weiler)
  - Sperberslohe (Dorf)
- Markt Schwanstetten
  - Furth (Dorf, rechts)
  - Schwand bei Nürnberg (ehemaliger Markt)
  - Mittelhembach (Dorf, rechts)
  - Hagershof (Einöde, rechts)
  - Holzgut (Einöde, links)
- Gemeinde Rednitzhembach
  - Oberfichtenmühle (Weiler, links)
  - Unterfichtenmühle (Einöde, rechts)
  - Rednitzhembach (Kirchdorf)

## Gewässergüte
Der Hembach fließt bereits kritisch belastet aus der Oberpfalz in den Landkreis Roth ein. Gleich danach mit der Aufnahme des Dürrenbaches verbessert sich allerdings die Wasserqualität beträchtlich und der Bach bleibt dank der Selbstreinigungskräfte der Natur im Verlauf der nachfolgenden Waldgebiete bis Schwand nur mäßig belastet. Die Gewässerabschnitte mit mäßiger Verunreinigung und guter Sauerstoffversorgung zeigen eine sehr große Artenvielfalt und Individuendichte von Algen, Schnecken, Kleinkrebsen, Insektenlarven und Fischen. Wasserpflanzenbestände bedecken entsprechend ihren individuellen Standortbedürfnissen teils auch größere Flächenabschnitte. Ab Schwand ist der Hembach jedoch wieder kritisch belastet, verursacht durch den Eintrag von organischen, sauerstoffzehrenden Stoffen. Fischsterben infolge Sauerstoffmangels sind möglich und auch ein Rückgang der Artenzahl bei Makrophyten sowie eine Neigung zur Massenentwicklungen von einzelnen Pflanzen- und Tierarten sind zu beobachten. Etwa ab der Oberfichtenmühle bis zur Mündung in die Rednitz verbessert sich der Gewässerzustand dann wieder allmählich zu mäßig belastet hin.